# Casper: La primera aventura
Casper: La primera aventura (títol original en anglès, Casper: A Spirited Beginning) és una pel·lícula de comèdia fantàstica estatunidenca de 1997 basada en el personatge de dibuixos animats Casper, creat per Harvey Comics. Serveix com a preqüela, tot i que trenca la continuïtat amb la pel·lícula d'Universal/Amblin de 1995 Casper. La pel·lícula és protagonitzada per Steve Guttenberg, Lori Loughlin, Rodney Dangerfield, Michael McKean, James Earl Jones i Pauly Shore, amb papers secundaris de Richard Moll, Sherman Hemsley, Brian Doyle-Murray, Edie McClurg i Ben Stein. La trama explora nous detalls sobre els orígens del personatge protagonista. 20th Century Fox havia adquirit prèviament els drets de pel·lícula del personatge d'Universal. Va ser produïda per The Harvey Entertainment Company i Saban Entertainment i es va estrenar a càrrec de 20th Century Fox Home Entertainment el 9 de setembre de 1997. Va rebre crítiques negatives. S'ha doblat al català.